# Airlinair
Airlinair war eine französische Regionalfluggesellschaft mit Sitz in Paris und Basis auf dem Flughafen Paris-Orly. Sie war ein Kooperationspartner der Air France und ging 2016 in der Marke Hop! auf.

## Geschichte
Airlinair wurde im Jahr 1998 gegründet, der Flugverkehr wurde ein Jahr darauf aufgenommen. Die Eigentümer der Gesellschaft waren private Investoren zu etwa 80 % sowie Brit Air (eine Tochtergesellschaft der Air France-KLM) mit etwa 19 %. Bis 2016 wurden die Angebote von Régional, Brit Air und Airlinair unter der im April 2013 gegründeten Marke Hop! zusammengeführt.

## Flugziele
Airlinair bediente hauptsächlich ein Netzwerk an Strecken innerhalb Frankreichs, viele davon im Namen und Auftrag von Air France. Zudem wurden auch einige Ziele im europäischen Ausland angeflogen. Ziele im deutschsprachigen Raum waren Basel, Bern, Köln/Bonn und Stuttgart.

## Flotte
Mit Stand Januar 2013 bestand die Flotte der Airlinair aus 24 Flugzeugen mit einem Durchschnittsalter von 16,9 Jahren:
- 03 ATR 42-300
- 13 ATR 42-500
- 02 ATR 72-200
- 06 ATR 72-500